# سیارک ۱۰۹۲۱
سیارک ۱۰۹۲۱ (به انگلیسی: 10921 Romanozen، نامگذاری:1998BC2) ده هزار و نهصد و بیست و یکمین سیارک کشف شده‌است که در ۱۷ ژانویه ۱۹۹۸ کشف شد.
قدر مطلق سیارک برابر ۱۴٫۶۰ است.